# Aeroportul Maintirano
Aeroportul Maintirano (IATA: MXT, ICAO: FMMO) este un aeroport din Regiunea Melaky, Madagascar ce deservește zona Maintirano. A fost numit după zona deservită.
Situat la o altitudine de 29 m, aeroportul dispune de o singură pistă.